# Forma de onda
La forma de onda es, en electrónica, acústica y otros campos relacionados, la representación gráfica de una señal eléctrica en función del tiempo, independientemente de sus escalas temporales y de magnitud, así como de cualquier desplazamiento temporal.   Las formas de onda periódicas se caracterizan por repetirse regularmente en un período constante. El término también se aplica a señales no periódicas o aperiódicas, como chirridos y pulsos. 

## Campo de aplicación

### Electrónica
En el campo de la electrónica, el término se utiliza principalmente para describir voltajes, corriente eléctrica o campos electromagnéticos variables en el tiempo. En acústica, se aplica típicamente a sonidos periódicos constantes: variaciones de presión atmosférica en el aire u otros medios. En ambos casos, la forma de onda es una característica independiente de la frecuencia, amplitud o fase de la señal.

### Sonido
En el ámbito del sonido, la forma de onda de un sonido periódico determina su timbre. Los sintetizadores modernos e instrumentos de teclado pueden generar sonidos con formas de onda altamente complejas. 

## Monitorización
Las formas de onda eléctricas pueden visualizarse mediante un osciloscopio u otros dispositivos capaces de capturar y representar gráficamente su valor a lo largo del tiempo. Un ejemplo importante es el electrocardiógrafo, un instrumento médico que registra las señales eléctricas del corazón, proporcionando información vital para el diagnóstico. Los generadores de formas de onda, capaces de producir voltajes o corrientes periódicas con diferentes formas, son herramientas fundamentales en laboratorios y talleres de electrónica.

## Formas de onda periódicas comunes
Las formas de onda periódicas más básicas incluyen los siguientes, donde {\displaystyle t} es tiempo {\displaystyle \lambda } es longitud de onda, {\displaystyle a} es amplitud y {\displaystyle \phi } es fase :
- Onda sinusoidal : {\textstyle (t,\lambda ,a,\phi )=a\sin {\frac {2\pi t-\phi }{\lambda }}.} La amplitud de la forma de onda sigue una función seno trigonométrica con respecto al tiempo.
- Onda cuadrada : {\textstyle (t,\lambda ,a,\phi )={\begin{cases}a,(t-\phi ){\bmod {\lambda }}<{\text{duty}}\\-a,{\text{otherwise}}\end{cases}}.} Esta forma de onda se usa comúnmente para representar información digital. Una onda cuadrada de período constante contiene armónicos impares que decrecen a −6 dB/octava.
- Onda triangular : {\textstyle (t,\lambda ,a,\phi )={\frac {2a}{\pi }}\arcsin \sin {\frac {2\pi t-\phi }{\lambda }}.} Contiene armónicos impares que decrecen a −12 dB/octava.
- Onda de diente de sierra : {\textstyle (t,\lambda ,a,\phi )={\frac {2a}{\pi }}\arctan \tan {\frac {2\pi t-\phi }{2\lambda }}.} Se asemeja a los dientes de una sierra. Se encuentra con frecuencia en bases de tiempo para el escaneo de pantallas. Se utiliza como punto de partida para la síntesis sustractiva, ya que una onda de diente de sierra de período constante contiene armónicos pares e impares que decrecen a −6 dB/octava.

La serie de Fourier describe la descomposición de las formas de onda periódicas, de modo que cualquier forma de onda periódica puede formarse mediante la suma de un conjunto (posiblemente infinito) de componentes fundamentales y armónicos. Las formas de onda no periódicas con energía finita pueden analizarse en senoidales mediante la transformada de Fourier.
Otras formas de onda periódicas a menudo se denominan formas de onda compuestas y pueden describirse como la combinación de varias ondas sinusoidales u otras funciones base sumadas.